# Condado de La Crosse
El condado de La Crosse (en inglés: La Crosse County), fundado en 1874, es uno de 72 condados del estado estadounidense de Wisconsin. En el año 2009, el condado tenía una población de 113,679 habitantes y una densidad poblacional de 91 personas por km². La sede del condado es Darlington.

## Geografía
Según la Oficina del Censo, el condado tiene un área total de 1,243 km², de la cual 1,173km² es tierra y 70 km² (5.66%) es agua.

### Condados adyacentes
- Condado de Trempealeau (noroeste)
- Condado de Jackson (noreste)
- Condado de Monroe (este)
- Condado de Vernon (sur)
- Condado de Houston, Minnesota (suroeste)
- Condado de Winona, Minnesota (oeste)

## Demografía
En el censo de 2000, había 107,120 personas, 41,599 hogares y 25,583 familias residiendo en el condado. La densidad poblacional era de 91 personas por km². En el 2000 había 43,479 unidades habitacionales en una densidad de 37 por km². La demografía del condado era de 94.2 blancos, 1.01% afroamericanos, 2.41% amerindios, 3.15% asiáticos, 0.04% isleños del Pacífico, 0.27% de otras razas y 1.03% de dos o más razas. 0.92% de la población era de origen hispano o latino de cualquier raza.

## Localidades

### Ciudades y pueblos
- Bangor (pueblo)
- Bangor
- Barre
- Burns
- Campbell
- Farmington
- Greenfield
- Hamilton
- Holland
- Holmen
- La Crosse
- Medary
- Onalaska (pueblo)
- Onalaska
- Rockland
- Shelby
- Washington
- West Salem

### Lugares designados por el censo
- Brice Prairie, parte del pueblo de Onalaska y de la ciudad de Onalaska
- French Island

### Áreas no incorporadas
- Barre Mills
- Middle Ridge
- Mindoro
- New Amsterdam
- Stevenstown
- St. Joseph's Ridge